# Talia Ryder

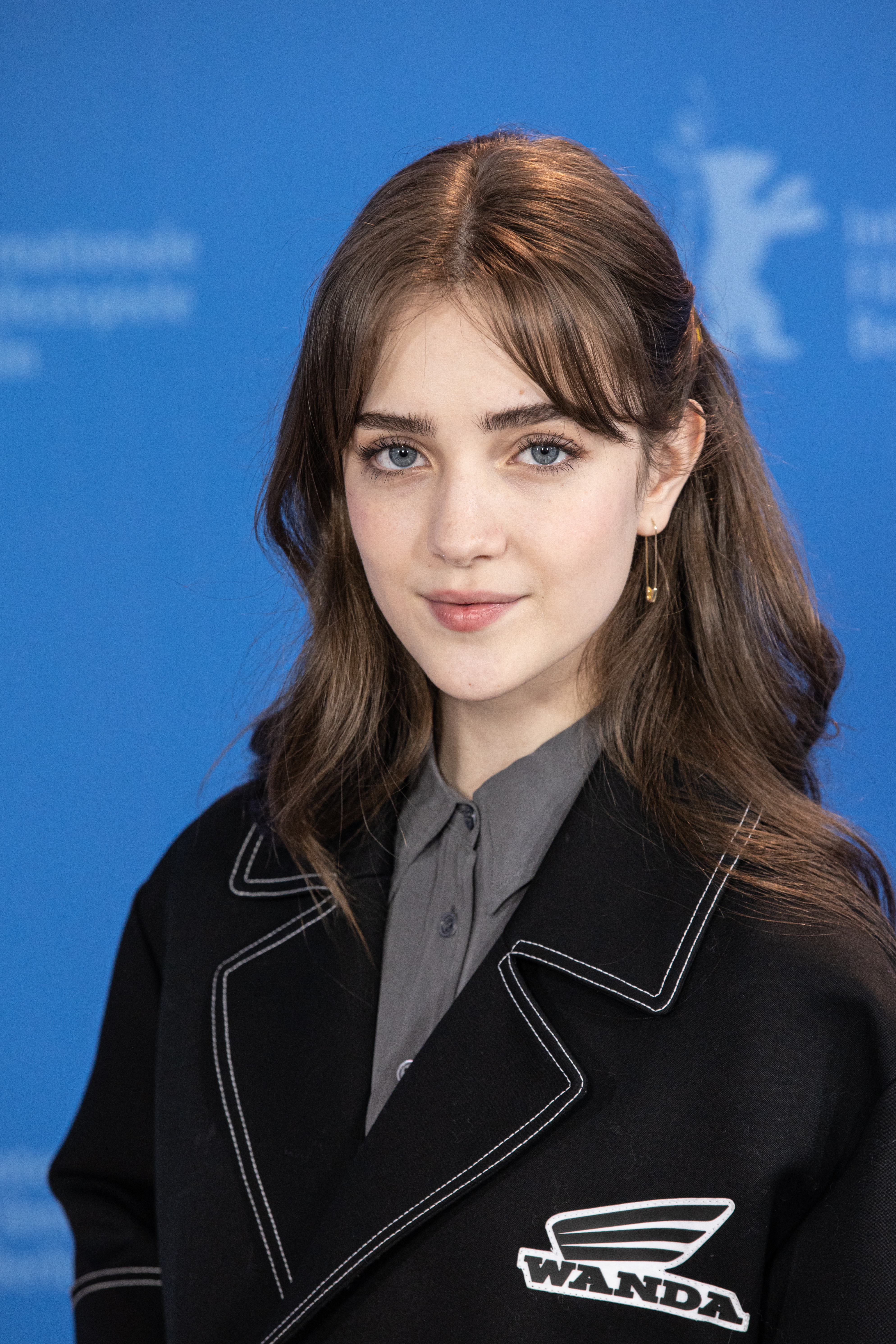
Talia Ryder bei der Premiere des Films Niemals Selten Manchmal Immer im Februar 2020 auf der Berlinale

Talia Ryder (* 16. August 2002 in Buffalo) ist eine US-amerikanische Film- und Theaterschauspielerin.

## Leben
Die in Buffalo geborene Talia Ryder zog im Jahr 2015 nach New York. Im Alter von 12 Jahren gab sie dort ihr Broadway-Debüt in dem Musical Matilda, in dem sie an der Seite ihrer Schwester Mimi Ryder, die in der Titelrolle zu sehen war, Hortensia spielte.
In ihrer ersten Filmrolle in Niemals Selten Manchmal Immer (Originaltitel: Never Rarely Sometimes Always) von Eliza Hittman spielte sie die Cousine einer jungen Frau, die sie für eine Abtreibung nach New York begleitet. Im Musicalfilm  West Side Story von Steven Spielberg, der im Dezember 2021 in die Kinos kam, erhielt sie die Rolle eines der Jet Girls. Eine weitere Hauptrolle bekleidete sie in dem US-amerikanischen Spielfilm The Sweet East (2023). Bekannt wurde sie vor allem durch die Rolle der Joy Womack in dem Kinofilm Joika von 2023.
Ryder besucht die High School.

## Filmografie
- 2016: Sesamstraße (Fernsehserie, eine Folge)
- 2020: Niemals Selten Manchmal Immer (Never Rarely Sometimes Always)
- 2021: West Side Story
- 2022: Master
- 2022: Der erste Blick, der letzte Kuss und alles dazwischen (Hello, Goodbye and Everything in Between)
- 2022: Do Revenge
- 2023: Joika
- 2023: Dumb Money – Schnelles Geld (Dumb Money)
- 2023: The Sweet East
- 2024: Little Death

## Theaterrollen
- 2015–2016: Matilda (Broadway, Rolle von Hortensia)

## Auszeichnungen
Critics’ Choice Movie Award
- 2021: Nominierung als Beste Jungdarstellerin (Niemals Selten Manchmal Immer)

Denver Film Festival
- 2023: Auszeichnung mit dem Rising Star Award (The Sweet East)[5]

Independent Spirit Award
- 2021: Nominierung als Beste Nebendarstellerin (Niemals Selten Manchmal Immer)[6]

Online Film Critics Society Award
- 2021: Nominierung als Beste Nebendarstellerin (Niemals Selten Manchmal Immer)[7]